# Dźomalpur
Dźomalpur – miasto w środkowym Bangladeszu, w prowincji Mjemanasinwcja.
Miasto zostało założone w 1869 roku.